# Tillandsia piepenbringii
Tillandsia piepenbringii är en gräsväxtart som först beskrevs av Werner Rauh, och fick sitt nu gällande namn av Jason Randall Grant. Tillandsia piepenbringii ingår i släktet Tillandsia och familjen Bromeliaceae. Inga underarter finns listade i Catalogue of Life.